# Херсман, Мартин
Мартинус Антониус Йоханнес Мария «Мартин» Херсман (нидерл. Martinus Anthonius Johannes Maria "Martin" Hersman; род. 26 февраля 1974 года, Сассенхейм, Нидерланды) — бывший нидерландский конькобежец, двукратная призёр Чемпионат мира по конькобежному спорту на отдельных дистанциях 1996 и 1997 года, Чемпионат мира по конькобежному спорту в классическом многоборье 1999, а также чемпионата Европы по конькобежному спорту 1997 года. Участник зимних Олимпийских игр 1994 и 1998 года.

## Биография
Мартин Херсман родился в поселении Сассенхейм, Южная Голландия. Тренировался на базе клуба «Sassenheimse IJsclub». В 2003 году объявил об окончании профессиональной карьеры. Был комментатором выступлений олимпийской сборной Нидерландов на зимних Олимпийских играх 2010 года в Лондон. С января 2016 года работает управляющим партнером «Lifeguard» — консалтингового, учебно-тренировочного агентства в области здравоохранения.

### Спортивная карьера
Первую медаль на соревнованиях международного уровня Херсман выиграл во время чемпионата мира по конькобежному спорту на отдельных дистанциях, что проходил с 15 по 17 марта 1996 года на катке Викингскипет в норвежском городе — Хамар. 16 марта в мужском забеге на 1500 м с результатом 1:54.38 он занял третье место, уступив первенство соперникам из Норвегии (Одне Сёндрол, 1:54.14 — 2-е место) и Нидерланды (Ерун Стратхоф — 1:53.94, 1-е место).
Последними в его карьере Олимпийскими играми стали соревнования 1998 года в японском Нагано, где Херсман был заявлен для участия в забеге на 1000 и 1500 м. 12 февраля во время забега на 1500 м он финишировал с результатом 1:50.31. В общем итоге Херсман занял 6-е место. На катке М-Вейв 15 февраля 1998 года в забеге на 1000 м он финишировал с результатом 1:12.00. В общем итоге Херсман занял 12-е место.